# Xenos nigrescens
Xenos nigrescens är en insektsart som beskrevs av Charles Thomas Brues 1903. Xenos nigrescens ingår i släktet Xenos och familjen stekelvridvingar. Inga underarter finns listade i Catalogue of Life.